# Novine
A Novine 1914. január 25-től, 1919-ig, utána 1941-ig terjesztett magyarországi szlovén római katolikus, részben radikális hetilap, amelyet Klekl József szlovén politikus készített. A Novine szó újság-ot jelent. Célja a szlovén katolikusok nemzettudatának és nyelvének megőrzése, lelki ápolása. 1918-ban Klekl a Novinéből buzdított az ún. Szlovenszka krajina megteremtésére, amely egy autonóm terület lett volna Magyarország határain belül, vagy pedig független állam. Később az újság az SHS-el való egyesülés mellett állt ki.

## A lap létrehozásának okai
A polgárosodás Magyarországon eltérő volt egyes vidékeken, különösen a nemzetiségek vidékein. A Vendvidéken, a magyarországi szlovének területén a 20. század elején is jobbára a paraszti mezőgazdaság volt a meghatározó, a nemzetiség nem bírt burzsoáziával és a rossz termőföld miatt gazdaságilag sem volt előrehaladott a terület, ez pedig gátolta egy szilárdabb nemzettudat kialakulását. Annál is inkább, mert az emberek napjainkban is jobban ragaszkodnak a földjükhöz.

Mivel más nem állhatott a nemzetiségi mozgalmak élére, ezért a szlovén politikai vezetők egyházi értelmiségből, a papokból, kántortanítókból és néhány világi értelmiség közül kerültek ki. A kapcsolatok is jobbára Magyarország felé irányultak, így annak kultúrszférája is meghatározó volt a nemzetiség életében. Ennek ellenére a vendvidéki szlovénség magasabb életszínvonallal bírt, mint a magyarok.
Borovnyák József és Ivanóczy Ferenc munkásságának köszönhetően megélénkültek a kapcsolatok a Habsburg örökös tartományokban élő szlovénekkel és virágzott a kultúra is. Elsősorban vallási tárgyú könyvek, naptárak, újságok, egyebek láttak napvilágot, amelynek magyar támogatói is voltak.

## A Novine alapítása
A Novine első önálló kiadványa tulajdonképpen a Marijin liszt mellékletként jelent meg 1913-ban, amelyet szintén Klekl József, a helyi regionális frakció, a Szlovén Néppárt vezetője szerkesztett.
1914. január 19-én Klekl a zalai alispánt kérte, hogy engedélyeztesse a Novine önálló lapként való elindítását. A levélben Klekl a lapot vallásos, irodalmi és társadalmi sajtókiadványnak szánja, amelyhez anyagi alapot közadakozásból akar fenntartani. A pénz gyűjtését már előző évben december 8-án elkezdte.
Klekl fogadkozott, hogy nem kíván nemzetiségi-politikai újságot indítani, hanem nemzeti (hazafias) alapon igyekszik csiszolni az irodalmat és nyelvet. A lapot az Egyesült Államokba szándékozik kijuttatni az ottani szlovénekhez, s a Katolikus Népszövetség kiadványait is átültetni vend nyelvre.
Az alispán kiadta az engedélyt és először a Novine egy zalai nyomdában került kiadásra, mivel Klekl is Cserföldön, Zala vármegyében élt.

### A Novine mint politikai lap
Néhány hónap múlva kitört az első világháború, amely végzetesnek bizonyult az Osztrák–Magyar Monarchiára nézve. A háború okozta károk miatt felerősödtek a nemzetiségi mozgalmak és a vereségek során Magyarország elindult a szétesés felé. A Novine ekkor kezdett radikális színt ölteni, s Klekl a cikkben határozottan követelte előbb a szélesebb autonómiát, majd miután a tárgyalások nem vezettek eredményre, már az új délszláv állammal, a későbbi Jugoszláviával való egyesülést szorgalmazta. Ez utóbbit különösen akkor, amikor a Szlovenszka krajina-tervezet zátonyra futott.
1919-ben a kommunisták elkobozták Klekltől és kommunista-szellemű szerkesztését Tkálecz Vilmosra, valamint Pusztai Józsefra bízták.
A jugoszláv egyesülést követően a lap nem szűnt meg és tovább vitte a vend nyelvet Jugoszláviában, egyebek között az írott vend nyelv megújításában játszott fontos szerepet. Egyes állításokkal ellentétben nem volt magyarellenes, mindössze a magyar politika erőszakos magyarosítását támadta.
1941-ben a Muravidéket visszafoglaló magyar honvédség nyomán az új magyarosító politika felszámolta a legtöbb muravidéki lapot, még azokat is, amelyek vend nyelvűek. A Novine megszüntetésére különös nagy oka volt a magyar vezetésnek az 1918-1919-es események miatt, továbbá azért, mivel a lap ellenezte a magyarrá válást.

## Külső hivatkozások
- Források a Muravidék Történetéhez (Viri za zgodovino Prekmurja) 2. kötet, Szerkesztette: Mayer László és Molnár András, Szlovén fordítás: Magda Berden, Szombathely-Zalaegerszeg 2008. ISBN 978-963-7227-19-6
- Novine (Katolikus lexikon)
- Bencze Lajos: A szlovéniai magyarság